# Горич-Большой Іван Петрович
Іван Петрович Горич (1740—1788) — російський воєначальник, генерал-майор.

## Біографія
Іван Горич-Большой народився в 1740 році в місті Кизлярі. Його батько-Петро Васильович Горич, служив у загоні генерала Ельмурзи Бековича-Черкаського.
Прийняв православ'я в 1767 році.
Військову службу починав у Терському кизлярському війську. Брав участь у російсько-турецькій війні 1768—1774 років. У чині військового старшини в 1771 році був нагороджений іменною «золотою медаллю в 30 червонців».
В 1774 році, в чині прем'єр-майора у складі угорського гусарського полку, за військові відзнаки був нагороджений орденом св. Георгія 4-го ступеня. В 1777 році був проведений в підполковники. У січні 1783 року — в полковники, а в травні — в бригадири, причому значився при Астраханському нерегулярному війську. Генерал-майор із 1784 року.
В 1787 році на чолі 5-тисячного кабардинського воїнства Горич здійснив похід у Закубання проти турків і кримських військ.
Іван Петрович Горич-Большой геройськи загинув при штурмі фортеці Очаків, зайнятої турками, 6 грудня 1788 року.
Тіло І. П. Горича, разом з тілами інших героїв Очаківського штурму, за наказом Г. О. Потьомкіна було доставлено в Херсон і поховано в огорожі собору Св. Катерини, де спочиває і понині.
Був одружений, мав сина. Брат — Горич-Меньшой Іван Петрович — також Георгіївський кавалер (1775).
Наприкінці 1780-х років Горичу-Большому російською владою доручено було керувати Великою Кабардою, а Малою Кабардою — Горичу-Меншому.

## Нагорода
- Нагороджений орденом Св. Георгія 4-го ступеня (№ 238 (198); 26 листопада 1774).
- Також нагороджений іншими орденами Російської імперії.

## Пам'ять

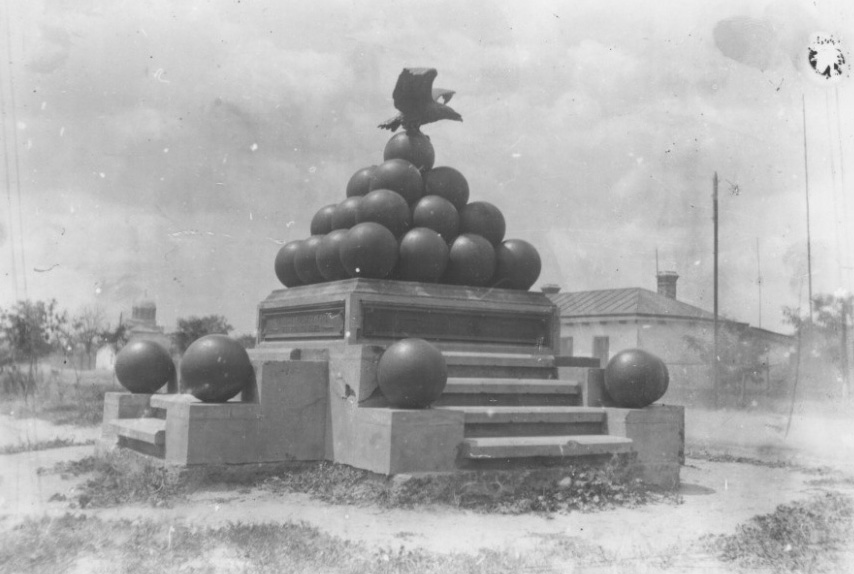
Пам'ятник Горичу (початок XX століття)

- У 1903 році в Очакові був споруджений пам'ятник І. П. Горичу на перетині вулиці Кутузова з вулицею Горича, також названою на його честь. У сталінські часи пам'ятник цей був знищений. Відновлений в 1978 році. З кожного боку пам'ятника прикріплена металева дошка з написами.
- В 1985 році в Очаків приїжджав нащадок роду Горичів, офіцер Чорноморського Військово-Морського Флоту, доцент Нальчикського університету — Бегідов С. К. і в новому мікрорайоні міста одну з вулиць знову назвали ім'ям Горича.